# Guido Brepoels
Guido Brepoels (Eigenbilzen, 7 juni 1961) is een Belgische voetbaltrainer.

## Biografie
Alvorens professioneel voetbaltrainer te worden, heeft Guido Brepoels jarenlang als arbeider in een fabriek gewerkt. Hij begon zijn trainerscarrière bij de jeugd van MVV Maastricht. Zijn mentor bij MVV Maastricht was Sef Vergoossen. Met KS Kermt-Hasselt won hij een titel en onder zijn leiding promoveerde Oud-Heverlee Leuven naar Tweede Klasse. Met Oud-Heverlee Leuven en KVSK United nam hij deel aan de eindronde in Tweede Klasse. 
In het seizoen 2008/09 werd hij in Tweede Klasse kampioen met Sint-Truidense VV en promoveerde hij mee naar Eerste Klasse. Daar behaalde hij volgend seizoen met STVV play-off 1. Door zijn goede prestaties met STVV werd hij ook genomineerd voor de titel van Trainer van het Jaar. Echter, na een 1 op 15 werd hij op 30 augustus 2011 bij STVV aan de deur gezet. Na zijn ontslag kreeg hij wat aanbiedingen uit Tweede Klasse maar ging daar niet op in.
Hij volgde taalcursussen Engels en Frans. Hij liep ook stage bij het Nederlandse PSV, AFC Ajax, FC Twente en het Duitse FC Schalke 04. In voorbereiding op het seizoen 2012/13 kreeg hij aanbiedingen van tweedeklasser Antwerp FC en had hij de kans om aan de slag te gaan als assistent van Fred Rutten, die een aanbieding kreeg van een club uit Dubai. Maar STVV kwam aankloppen en Brepoels tekende weer bij de club van zijn hart. Dit werd in juni 2012 bekendgemaakt nadat Franky Van der Elst zijn ontslag had gekregen. In september 2013 ging Brepoels aan de slag bij Dessel Sport, die club hield hij toen in 2de nationale. Op 5/1/2015 werd bekendgemaakt da Brepoels opnieuw naar eerste klasse trok. Hij volgde Ronny Van Geneugden op als hoofdcoach van Waasland-Beveren. Op 7 april 2015 werd bekendgemaakt dat Brepoels het volgende seizoen niet meer de coach van Waasland-Beveren zou zijn. De club besliste om het contract van Brepoels niet te verlengen.
Brepoels werd op 15 december 2016 de derde trainer van Patro Eisden Maasmechelen in het seizoen 2016-2017, na Nico Claesen en Riki Broeckx. Hij werd op 15 maart 2017 vervangen door Danny Boffin die eerder onder zijn leiding bij Sint-Truidense VV had gewerkt. Brepoels hield zich aan zijn contract en ging de U19 trainen. Later in dat seizoen werd hij toch aangesteld als hulptrainer van Boffin.
Brepoels is de trainer die in het seizoen 2004/05 wijlen François Sterchele van Kelmis naar Oud-Heverlee Leuven haalde. 
Brepoels is gehuwd en heeft 2 kinderen.

## Lijst van (ex-)clubs als trainer
| Club                        | Hoogste verwezenlijking        |
| --------------------------- | ------------------------------ |
| MVV (jeugd)                 |                                |
| KS Kermt-Hasselt            | Kampioen in 4e klasse          |
| KSK Tongeren                | Behoud verzekerd in 3de klasse |
| Oud-Heverlee Leuven         | Kampioen in 3e klasse          |
| KVSK United Overpelt-Lommel | Eindronde in tweede klasse     |
| Sint-Truidense VV           | Kampioen in tweede klasse      |
| Sint-Truidense VV           | Play-off 1 in 1e klasse        |
| KFC Dessel Sport            | Behoud verzekerd in 2de klasse |
| KRC Genk Ladies             |                                |